# Citroën C6
Atención: No debe confundirse con el Citroën C6 (China) 2017-presente
El Citroën C6 es un automóvil del segmento E producido por el fabricante francés Citroën desde fines del año 2005 hasta diciembre de 2012 inclusive, con comercialización hasta el año 2013. Reemplazaba al Citroën XM como el modelo del segmento E. El Citroën C6, según propias palabras del jefe de proyecto del modelo, tomó como exigencia mínima de desarrollo ofrecer un confort superior al Audi A8, un comportamiento más dinámico que un Serie 5 y una composición general especialmente cuidada digna del cliente de lujo más exigente. Además, el modelo incluyó tecnologías inéditas: Head Up Display, Capó Activo, AFIL, Alerón regulable en función de la velocidad, Faros Autodireccionables, Navegación con Disco Duro, Llamada de Emergencia con localización y un largo etcétera. Todo ello asociado a mecánicas V6 y cajas de cambio CAS.

## Diseño y mecánica
Su diseño posee rasgos del Citroën CX, también de segmento E, cabe destacar una línea aerodinámica característica habitual en los Citroën predecesores. 

### Equipamiento
En el equipamiento del modelo se encontraban la suspensión hidroactiva de flexibilidad y amortiguación pilotada (excepto el 2.2 HDi), alerón trasero móvil de tres posiciones en función de la velocidad (excepto el 2.2 HDi), faros bixenón (autodireccionables en versiones Pallas y Exclusive), nueve airbags, detector de cambio involuntario de carril, encendido automático de luces, lavafaros, luna cóncava y retrovisores antideslumbramiento eléctricos, cristales laminados insonorizados, reglaje eléctrico de asientos delanteros y traseros, climatización cuatrizona.
Un sistema de proyección en el parabrisas facilita información esencial como velocidad, parámetros de consumo,sistemas de alumbrado, meteorológicos, GPS, alertas de mantenimiento, climatización, equipo de música HIFI,etc.

### Motorizaciones
El C6 existe con cuatro motorizaciones. El gasolina es el motor ESL, un V6 de 3.0 L de cilindrada con cuatro válvulas por cilindro y 215 CV (155 kW) de potencia máxima a 6000 rpm. Los Diésel son un cuatro cilindros en línea de 2.2 L y 173 CV (125 kW) de potencia máxima a 4000 rpm (disponible desde octubre de 2006), y un V6 de 3.0 L y 240 CV de potencia máxima a 4000 rpm (de origen PSA Peugeot Citroën - Ford (uso en Jaguar, Land Rover)), ambos con inyección directa common-rail, turbocompresor de geometría variable, intercooler y cuatro válvulas por cilindro. Este último, es una sustitución del anterior 2.7L V6 204 CV.
| Periodo                        | 2005-2009                 | 2006-2010                                                    | 2005-2009                                                    | 2009-2012                                                    |           |           |           |           |           |
| Identificación del motor       | ES9 A                     | DW12 BTED4                                                   | DT17                                                         | DT20 C                                                       |           |           |           |           |           |
| Tipo de motor                  | V6 24v                    | L4 16v, inyección directa, Common-Rail, biturbo, intercooler | V6 24v, inyección directa, Common-Rail, biturbo, intercooler | V6 24v, inyección directa, Common-Rail, biturbo, intercooler |           |           |           |           |           |
| Diámetro x carrera             | 87.0 mm × 82.6 mm         | 85.0 mm × 96.0 mm                                            | 81.0 mm × 88.0 mm                                            | 84.0 mm × 90.0 mm                                            |           |           |           |           |           |
| Cilindrada                     | 2946 cm³                  | 2179 cm³                                                     | 2720 cm³                                                     | 2993 cm³                                                     |           |           |           |           |           |
| Relación de compresión         | 10.9: 1                   | 16.6: 1                                                      | 17.3: 1                                                      | 16.4: 1                                                      |           |           |           |           |           |
| Potencia máxima: CV (kW) @ rpm | 211 CV (155 kW) @ 6000    | 170 CV (125 kW) @ 4000                                       | 204 CV (150 kW) @ 4000                                       | 241 CV (177 kW) @ 3800                                       |           |           |           |           |           |
| Par máximo: Nm @ rpm           | 290 Nm @ 3750             | 370 Nm @ 1750                                                | 435 Nm @ 1900                                                | 450 Nm @ 1600-3600                                           |           |           |           |           |           |
| Tracción                       | Delantera                 | Delantera                                                    | Delantera                                                    | Delantera                                                    | Delantera | Delantera | Delantera | Delantera | Delantera |
| Transmisión                    | Automática, 6 velocidades | Manual, 6 velocidades / Automática, 6 velocidades            | Automática, 6 velocidades                                    | Automática, 6 velocidades                                    |           |           |           |           |           |
| Peso                           | 1816 kg                   | 1895 kg                                                      | 1871 kg                                                      | 1873 kg                                                      |           |           |           |           |           |
| Aceleración (0-100 km/h)       | 9.4 s                     | 9.5 s                                                        | 8.9 s                                                        | 8.5 s                                                        |           |           |           |           |           |
| Velocidad máxima               | 230 km/h                  | 217 km/h                                                     | 230 km/h                                                     | 242Km/h                                                      |           |           |           |           |           |
| Consumo combinado (L/100 km)   | 11.2                      | 6.6                                                          | 8.7                                                          | 7.5                                                          |           |           |           |           |           |

### Seguridad
El C6 incorporaba nueve airbags, sistema antibloqueo de frenos, ayuda a la frenada de urgencia y control de estabilidad. En las pruebas de choques efectuadas por Euro NCAP, el C6 obtuvo cinco estrellas y 34 puntos para protección a ocupantes adultos, y como novedad fue el primero en obtener cuatro estrellas y 28 puntos en protección a los peatones gracias al "capó activo", patentado y desarrollado por Citroën. El Citroën C6 fue, en el momento de su lanzamiento, una de las berlinas más seguras del mercado

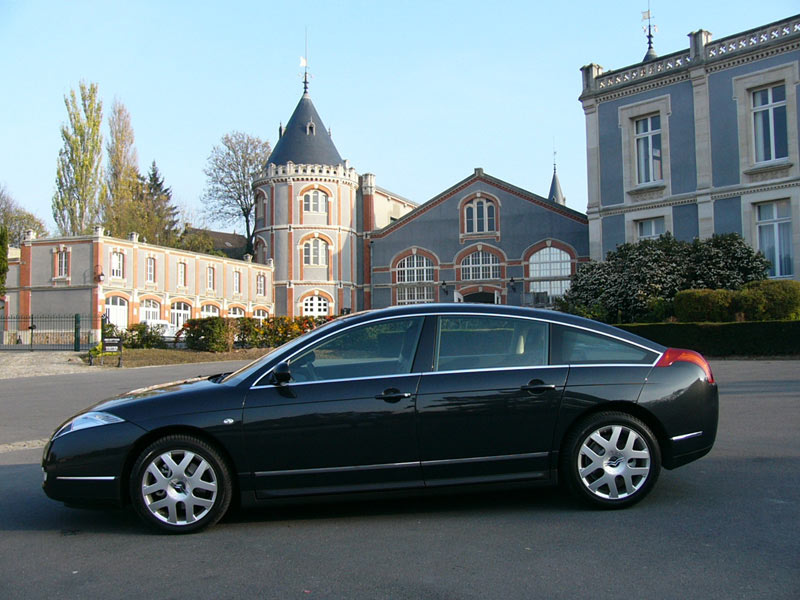
Citroën C6 lateral
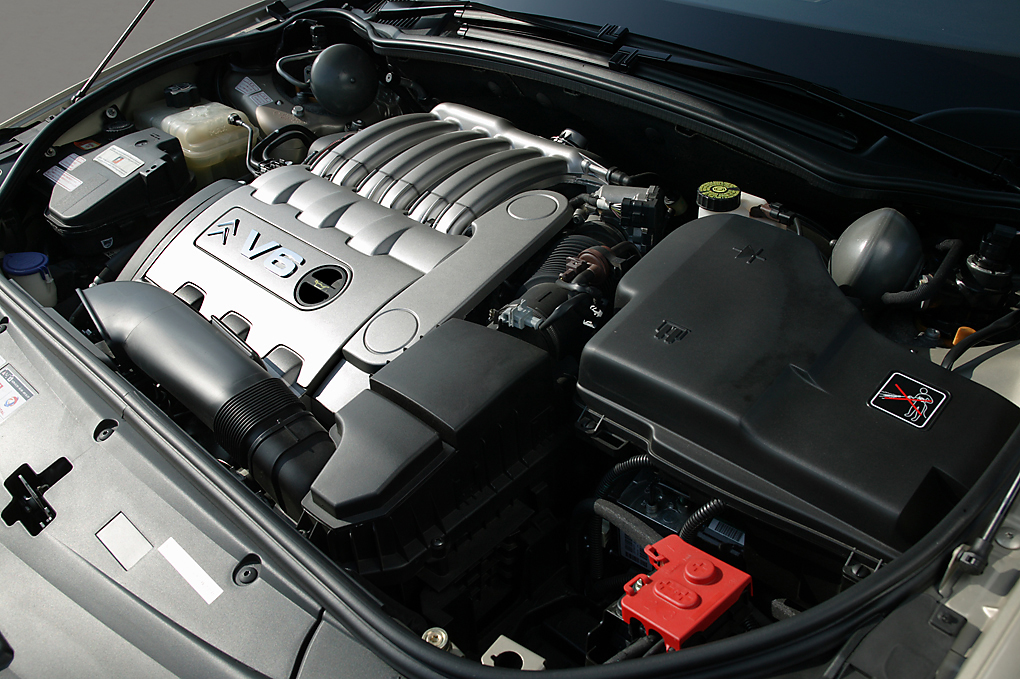
Citroën C6 con motor gasolina V6
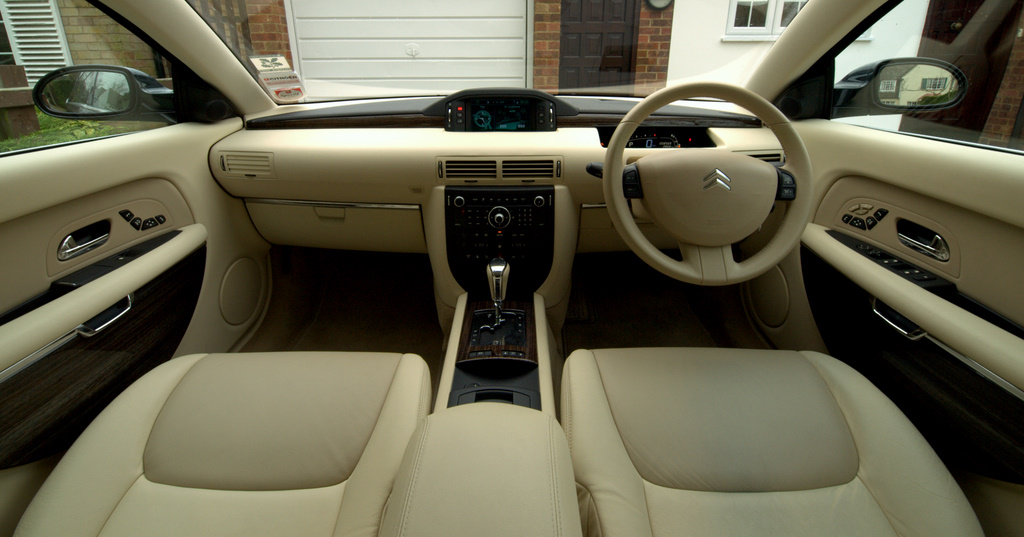
Interior del Citroën C6

## C6 China (2016-presente)
- Artículo principal: Citroën C6 (China)

En 2016, bajo la alianza PSA DongFeng, y en exclusiva para China, se lanza un modelo basado en el Peugeot 508 que se distribuirá como modelos independientes de Citroën y DongFeng, siendo utilizado el nombre de C6 en Citroën. El modelo nunca llegará a Europa dado que se desarrolló de conformidad a las exigencias asiáticas, tanto de seguridad como a nivel acabados.

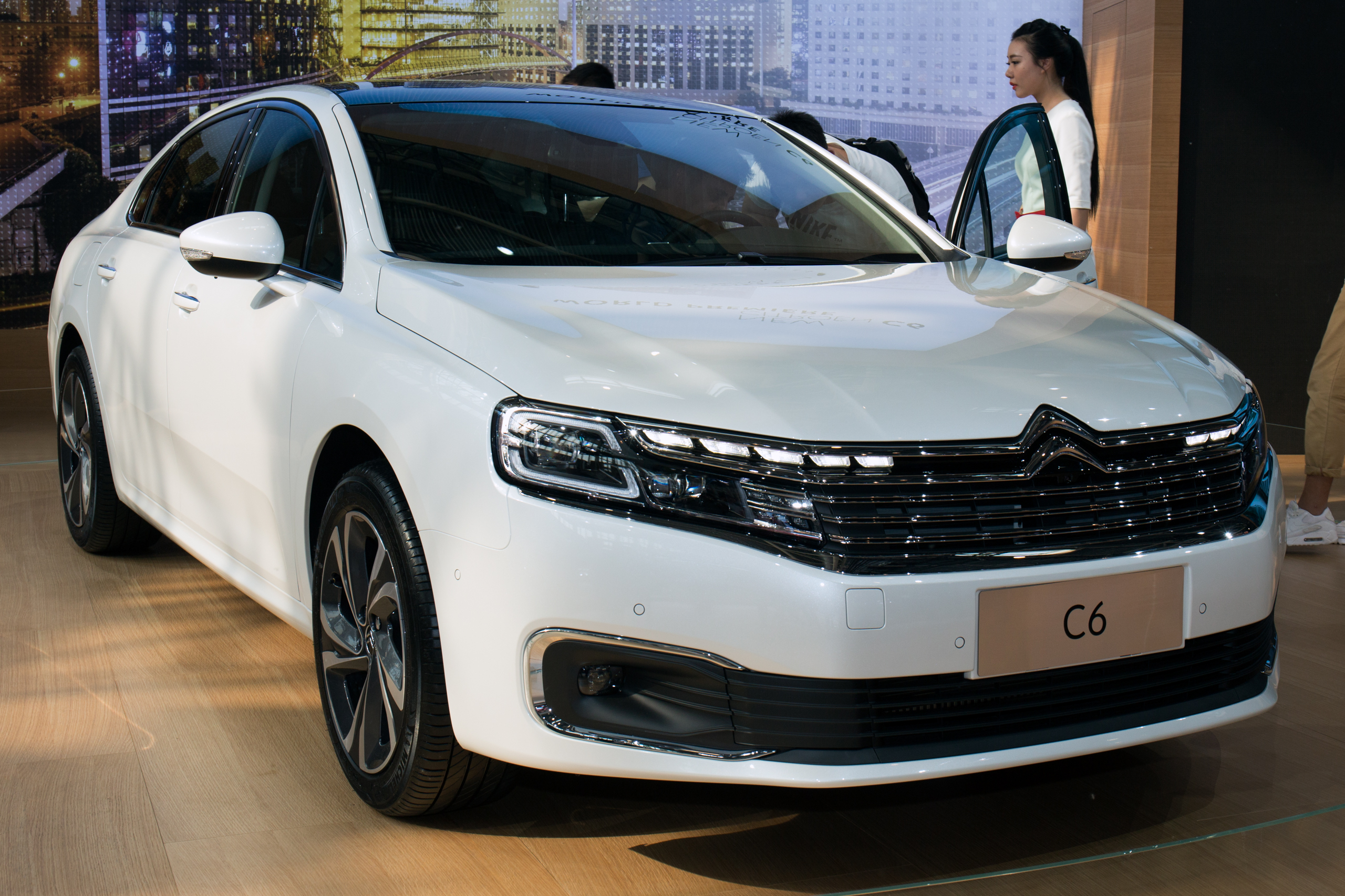
Versión comercial para China, basado en el Dongfeng Fengsheng A9 (vista frontal).
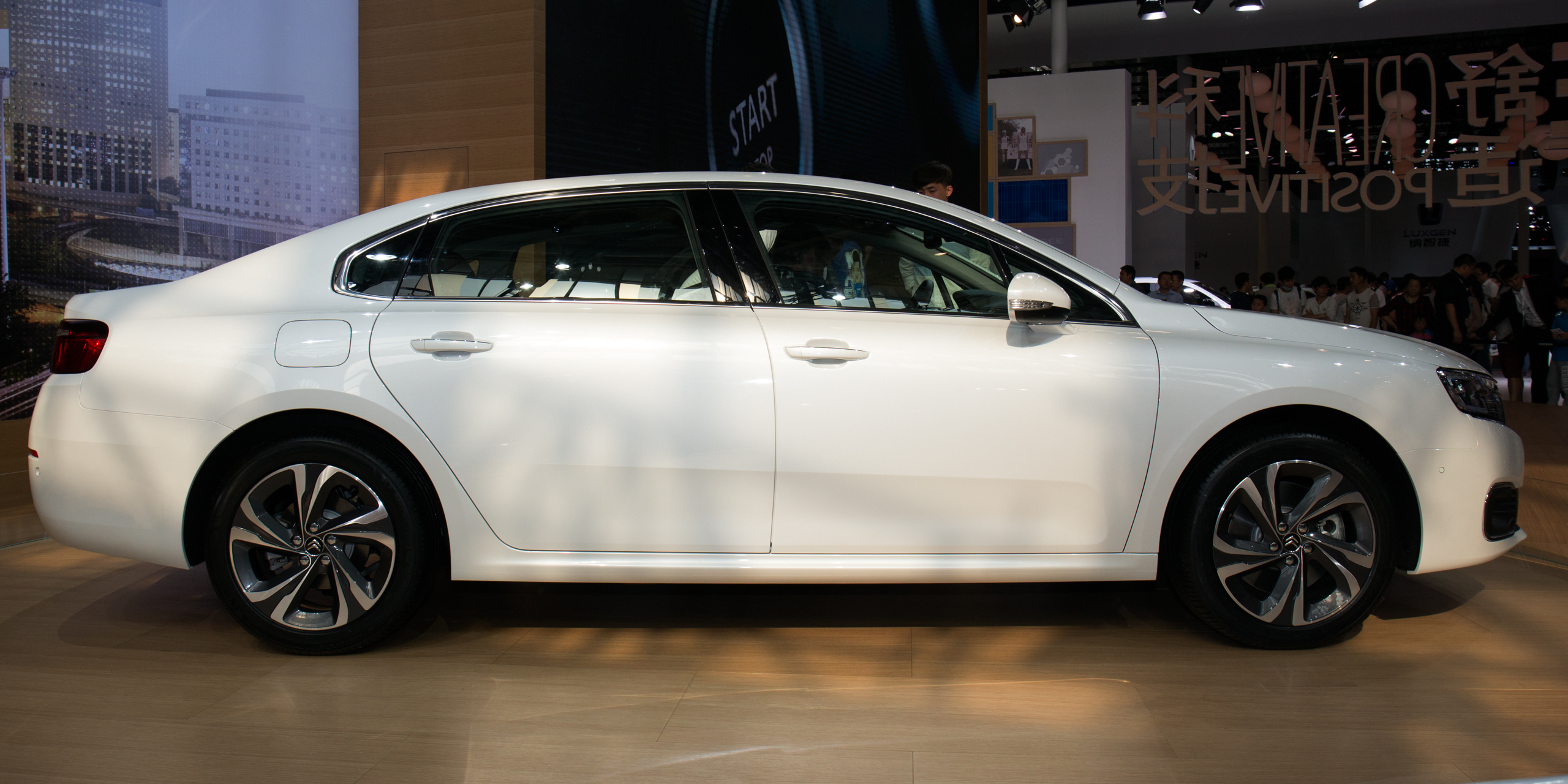
Versión comercial para China, basado en el Dongfeng Fengsheng A9 (vista lateral).
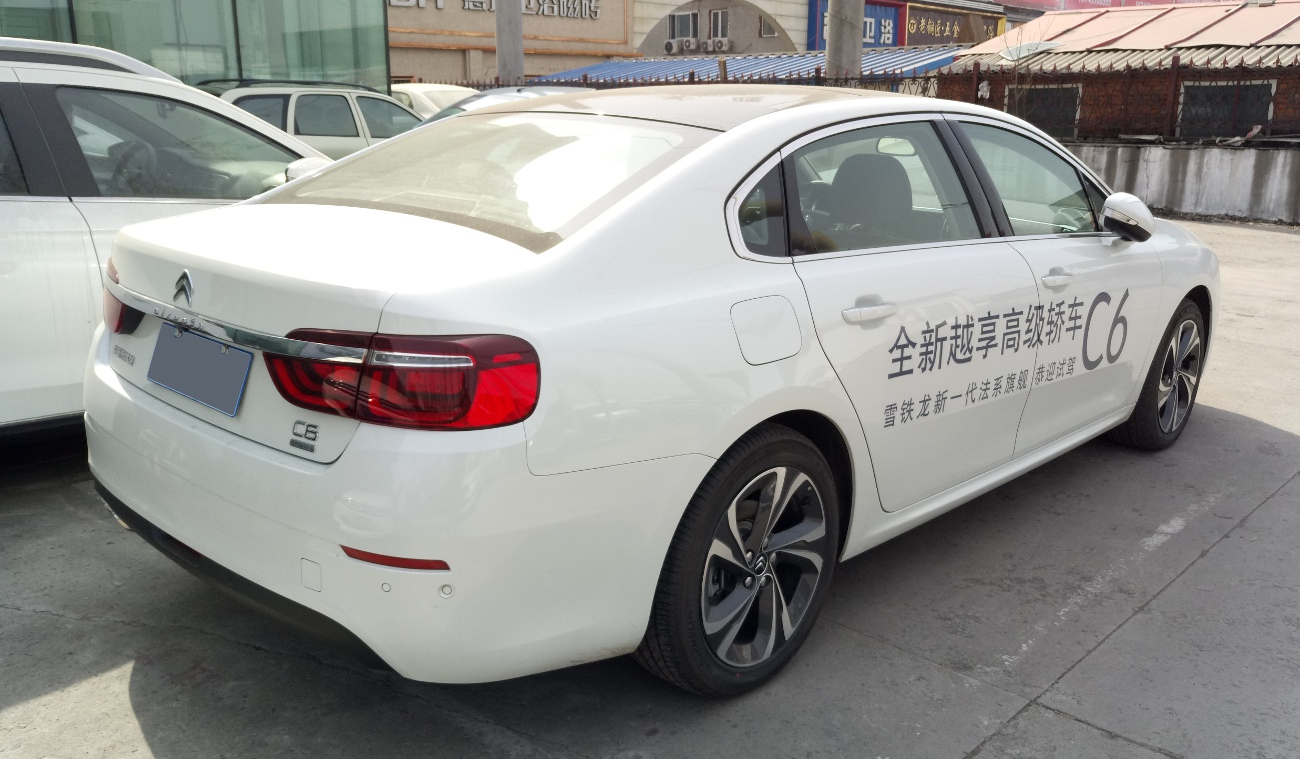
Versión comercial para China, basado en el Dongfeng Fengsheng A9 (vista trasera).
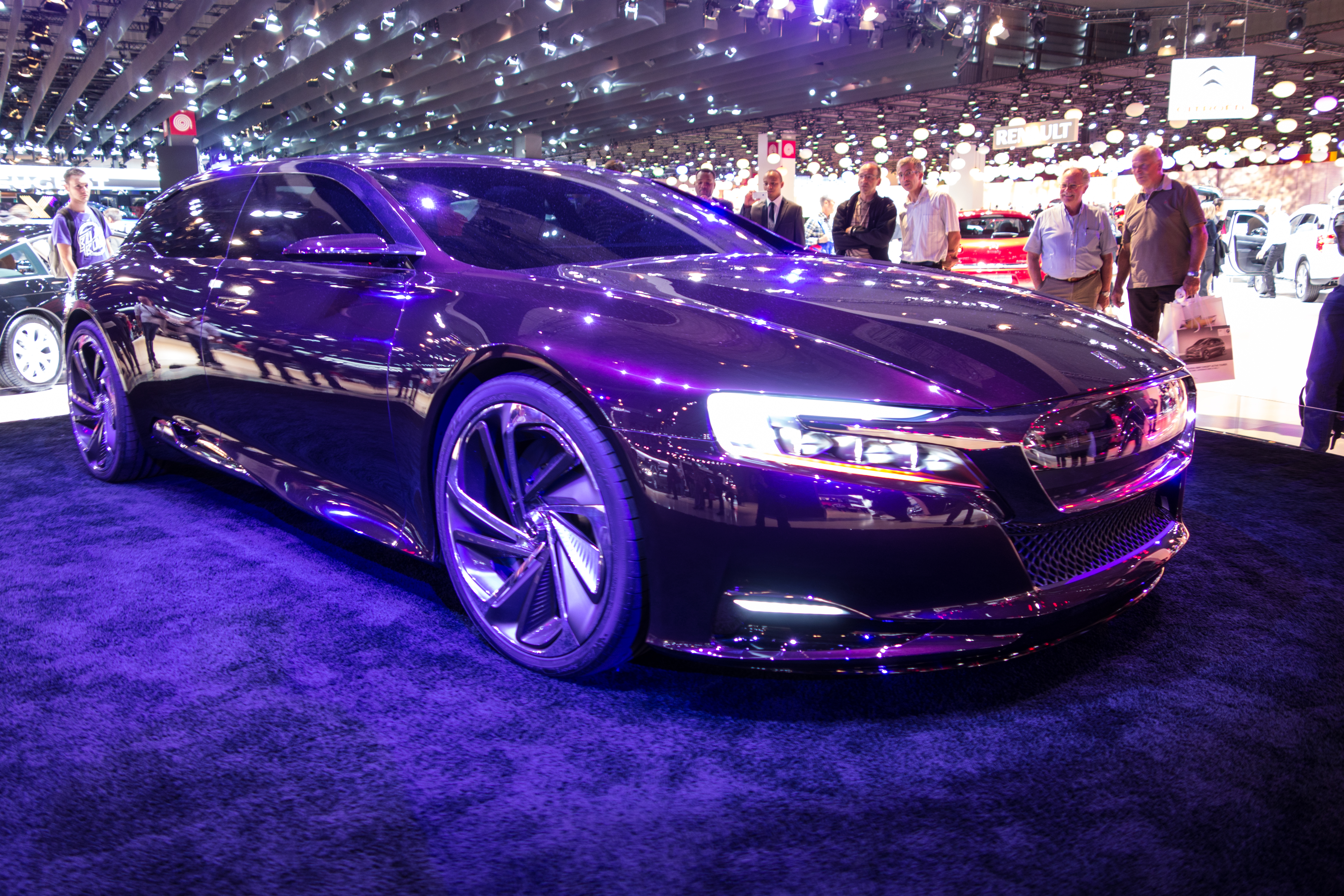
El modelo está inspirado en el prototipo Citroën número 9.